# 劉學詢

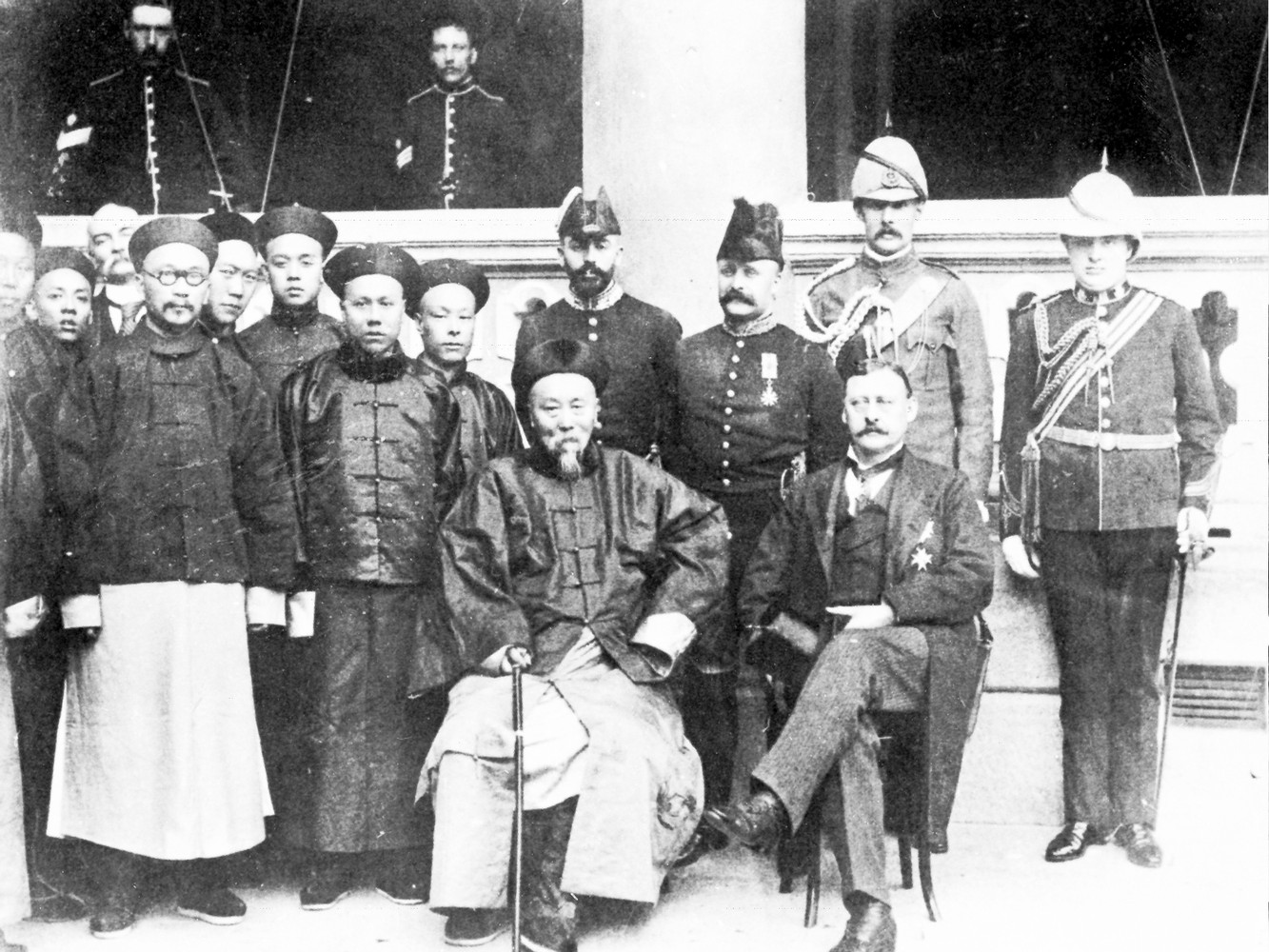
李鴻章與港督卜力會面，後排左四為劉學詢。

劉學詢（1855年—1935年），字問芻，又字文楚，號耦耕，清末民初廣東省香山縣人，光緒十二年進士，曾任李鴻章的顧問，私下捐助孫逸仙革命。西湖國賓館即為其營建之園林。